# The Brothers (Olympic Mountains)

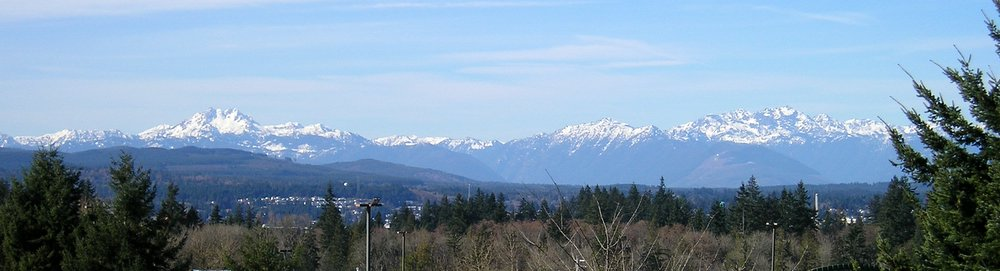
Die Olympic Mountains von Osten her gesehen (The Brothers mit ihrem Doppelgipfel sind links zu sehen, rechts der Mount Constance)

The Brothers sind ein Doppelgipfel im Gebirgszug der Olympic Mountains im Jefferson County im US-Bundesstaat Washington. The Brothers liegen in der The Brothers Wilderness Area im Olympic National Forest.
Der südliche Gipfel mit einer Höhe von 2086 Metern überragt den nördlichen mit 2027 Metern um 59 Meter. Von Seattle aus gesehen gehören The Brothers zu den markantesten Bergen.

## Geschichte
Die Berge wurden 1856 vom Landvermesser George Davidson, welcher diversen Bergen in den Olympic Mountains Namen verlieh, nach den Fauntleroy-Brüdern benannt. Diese waren die Brüder seiner späteren Frau Ellinor Fauntleroy. Dabei erhielt der Südgipfel den Namen Mount Edward und der Nordgipfel Mount Arthur.
Die Erstbesteigung des Nordgipfels erfolgte 1908, die des leicht höheren Südgipfels 1912.

## Zustieg
Der Zustieg erfolgt für gewöhnlich vom Lena Lake hin zum The Brothers Base Camp. Nach dem Base Camp wird der Weg nicht mehr gepflegt und sollte somit nur von erfahrenen Bergsteigern begangen werden.